# Lars Vilks
Lars Vilks (Helsingborg, 20 de junio de 1946-Markaryd, 3 de octubre de 2021) fue un artista, doctor en Filosofía y activista sueco, que obtuvo fama y notoriedad por sus dibujos de Mahoma, lo que resultó en al menos dos intentos fallidos para asesinarlo por parte de extremistas islámicos. También es conocido por sus esculturas, Nimis y Arx, hechas totalmente con madera de deriva. Proclamó la pequeña área donde se encuentran estas dos esculturas como un país independiente, Ladonia.

## Biografía
Nació en Helsingborg (Suecia), de padre letón y madre sueca. En 1987, obtuvo su doctorado en Historia del arte de la Universidad de Lund. Entre 1988 y 1997, trabajó en la Academia Nacional de las Artes de Oslo. De 1997 a 2003, fue profesor en Teoría del arte en la Academia Nacional de las Artes de Bergen. Como teórico del arte, Vilks fue un defensor de la teoría institucional del arte.[cita requerida]

## Obras destacadas
Aunque fue un teórico del arte con formación académica, fue un artista autodidacta. En los años setenta, empezó a pintar, y en 1984 se embarcó en la creación de las idiosincráticas esculturas que han sido su sello distintivo, empezando por Nimis. En ese momento, a principios de 1980, el posmodernismo hizo su entrada definitiva en la escena del arte sueco, utilizando por ejemplo la inspiración filósofo del arte francés Jean-François Lyotard (1924-1998). Los artistas conceptuales tomaron el lugar de los anteriores modernistas en la escena del arte contemporáneo. Estos artistas conceptuales no querían que su arte tuviera ningún contenido estético o programático, sino que a menudo se centraban en el propio artista. Vilks fue parte de este movimiento en Suecia. Se presentó como una obra de arte en el Salón de Arte de Primavera ―en Vikingsberg (Helsingborg)―, y también presentó su propio automóvil como obra de arte en la Exposición de Otoño ―en la exhibición Skånes Konstförening―.

### NimisyArx

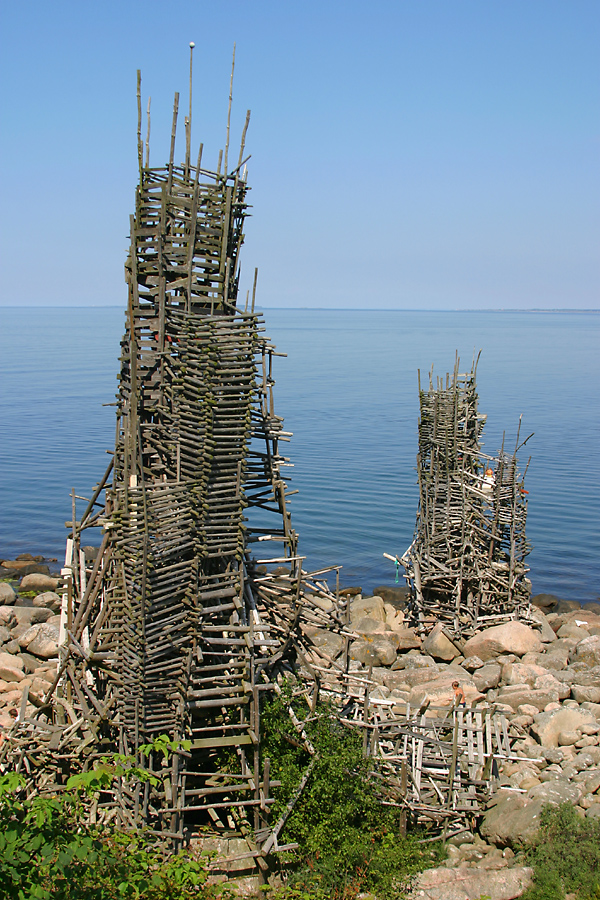
Nimis, escultura de madera realizada por Vilks en Kullaberg.

En 1980, Vilks creó dos esculturas de madera, Nimis y Arx, hechas totalmente de madera de deriva (la madera que se deposita en una costa o playa de un mar, lago o río por la acción de los vientos, las mareas o las olas; es una forma de desecho marino). Ahora se encuentran ubicadas en la reserva natural de Kullaberg, en Höganäs (Escania). En 1996, Vilks proclamó la pequeña área donde se encuentran las esculturas como una micronación llamada Ladonia. Le vendió Nimis a Joseph Beuys como un medio para eludir los códigos de construcción suecos sobre procesos de construcción ilegales. En la actualidad, la escultura Nimis es propiedad del artista conceptual sueco Christo; el documento legal que documenta la venta se encuentra en exhibición en el Museo Sueco de Sketches.[cita requerida]

### Recepción y atención de los medios críticos
Vilks afirmó que su habilidad en el oficio de la escultura es bastante limitada, y aunque sus ideas artísticas se pueden considerar como características de la generación de los artistas conceptuales suecos, durante la mayor parte de su carrera se ha mantenido como un extraño en la escena del arte sueco. Generalmente sus obras han sido tratadas con desdén por los críticos del arte suecos, ya que las consideran como no lo suficientemente interesantes, y sobre todo las ven como simples provocaciones. Una de las pocas obras de Vilks que han sido incorporadas en una colección es la escultura de hormigón Omphalos, que mide 1,6 metros de altura y pesa una tonelada, que es propiedad del Moderna Museet, y que había sido comprada originalmente por su compañero Ernst Billgren por 10 000 coronas suecas.
Las controversias de Vilks, de larga data, con diferentes autoridades debido a sus actividades en la reserva natural Kullaberg, donde se encuentran Nimis, Arx y Landonien, recibieron una atención significativa en los medios de comunicación suecos, que han retratado el trabajo de Vilks como diseñado específicamente para ser provocativo. Esta atención ha convertido a la zona en una especie de atracción turística. Como teórico del arte, comentó sobre sus propias actividades artísticas en tercera persona. Vilks ha unido sus diferentes obras de arte, sus acciones, y las acciones de las autoridades con las que ha estado en conflicto, así como la atención de los medios, como una obra de arte total (Gesamtkunstwerk). En su crítica contra las religiones, se describió como un «ofensor de la igualdad de oportunidades». Además de sus representaciones de Mahoma, también una vez dibujó a Jesús como un pedófilo.

## Controversia de los dibujos de Mahoma
En 2007, Vilks se vio envuelto en una controversia internacional después de que hizo una serie de dibujos que representan al islámico profeta Mahoma como un perro de rotonda. Los dibujos fueron pensados inicialmente para ser expuestos en una exposición de arte local en Tällerud ―a las afueras de Karlstad (en Värmland)― en julio de 2007, pero poco antes de la apertura, los organizadores los retiraron de la exposición, alegando el temor a la violencia de los musulmanes.
Tras la primera negativa, Vilks presentó los dibujos a varias otras galerías de arte en Suecia, incluyendo la distinguida escuela Gerlesborg de Bellas Artes en Bohuslän donde es frecuente conferencista, pero todos se negaron a mostrar los dibujos por la misma razón. La controversia captó la atención internacional después de que el periódico regional de Örebro, Nerikes Allehanda, publicó en uno de los dibujos que el 18 de agosto de 2007 para ilustrar un editorial sobre la autocensura y la libertad de religión.
Aunque otros diarios suecos[¿cuál?] habían publicado los dibujos, esta publicación dio lugar a protestas de organizaciones musulmanas en Suecia, así como las condenas de varios gobiernos extranjeros, entre ellos: Irán, Pakistán, Afganistán, Egipto, y Jordania,[cita requerida] así como por la intergubernamental Organización de la Conferencia Islámica (OCI), que también exigió al Gobierno sueco que tomara «acciones punitivas» contra Vilks. A raíz de esta controversia, Vilks se ha visto obligado a vivir bajo protección policial, después de haber recibido varias amenazas de muerte, incluyendo una declaración del grupo terrorista Estado Islámico, que ha ofrecido hasta 150 000 dólares por su asesinato.

### Complot de asesinato
En 2009, se tramó un fallido complot para matar a Vilks. Participaron tres ciudadanos estadounidenses, Colleen LaRose (que se hacía conocer como Jihad Jane), Mohammad Hassas Khalid y Jamie Paulin Ramírez. El 9 de marzo de 2010, se desclasificó una acusación federal contra Colleen LaRose, acusándola de reclutar musulmanes para asesinar a Vilks.
El mismo día, siete personas fueron detenidas en Irlanda en un presunto complot para asesinar a Vilks. Los agentes de policía cercanos a la investigación dijeron que los detenidos eran residentes irlandeses nacidos en el extranjero, sobre todo en Marruecos y Yemen, y tenían la condición de refugiados.
De los siete, tres hombres y dos mujeres fueron detenidos en Waterford y Tramore, y un hombre y una mujer fueron detenidos en Ballincollig (cerca de Cork).
Garda Síochána (la policía irlandesa), que llevó a cabo las detenciones con el apoyo de los servicios nacionales de ayuda y la Unidad Detective Especial de antiterrorismo, dijo que los sospechosos tenían edades comprendidas entre los 20 y los 40 años de edad.
La policía de Irlanda añadió que durante toda la investigación habían estado «trabajando en estrecha colaboración con las agencias de aplicación de la ley en los Estados Unidos y en varios países europeos».

### Ataques violentos
El 11 de mayo de 2010, manifestantes musulmanes asaltaron a Vilks mientras se encontraba dando una conferencia sobre la libertad de expresión en la Universidad de Upsala. Los ataques comenzaron cuando se mostró el cortometraje Allah ho Gaybar, de 2:10, de la artista iraní Sooreh Hera, sobre islamismo y homosexualidad (el vídeo mostraba breves imágenes de hombres desnudos, incluyendo una breve imagen de dos hombres completamente vestidos besándose, todo entremezclado con imaginería islámica).
En ese momento, algunos hombres y mujeres musulmanes empezaron a exigir que se detuviera la película, afirmando que se trataba de porno gay. Atacaron a Vilks ―le rompieron los anteojos pero no le causaron lesiones graves―, quien fue acompañado fuera por la seguridad, mientras que algunos de los manifestantes fueron detenidos por la policía. A pesar de las múltiples amenazas de muerte anteriores, este fue el primer acto de violencia no simbólica contra Vilks.
Cuatro días más tarde, el 15 de mayo de 2010, la casa de Vilks en el sur de Suecia fue atacada por terroristas.
Rompieron las ventanas y lanzaron botellas con gasolina.
Hubo un pequeño incendio, pero la casa no se incendió completamente. En el momento del ataque, Vilks no estaba en el lugar.
La policía arrestó a dos hermanos suecos-kosovares, que el 15 de julio de 2015 fueron condenados a dos y tres años de prisión, respectivamente.
El 24 de noviembre de 2010, se difundió un video producido por la organización islámica somalí Al-Shabaab. En el video, una voz masculina apela en idioma sueco a que «todos los hermanos y hermanas somalíes» en Suecia abandonen ese país y vuelvan a Somalia para luchar con Al-Shabaab. También anuncia una amenaza de muerte contra Vilks.
El 12 de diciembre de 2010, un atacante suicida en Estocolmo, publicó un mensaje para los medios de comunicación y la Policía de Seguridad sueca:

Ahora sus niños, sus hijas y sus hermanas van a morir de la misma manera en que mueren nuestros hermanos y hermanas. Nuestras acciones hablarán por sí mismas, mientras ustedes no terminen su guerra contra el Islam y la degradación contra el profeta, y su estúpido apoyo al cerdo Vilks.

El 10 de septiembre de 2011, tres hombres fueron arrestados en Gotemburgo bajo la sospecha de preparar delitos terroristas. Dos días después de la detención, la clasificación del delito fue cambiada a «conspiración para asesinar». Pocos días después se reveló que el objetivo previsto de los tres hombres era Lars Vilks.

### Venganza de Al Qaeda
En julio de 2010, Anwar al-Awlaki publicó en la revista Inspire una lista de atentados que realizaría Al-Qaeda, que incluía a Lars Vilks.
En 2013, la lista se amplió posteriormente para incluir al historietista Stéphane Charb Charbonnier (1967-2015), a quien el Comité Lars Vilks le otorgó su premio Libertad en 2014.
Cuando Charb fue asesinado en el ataque terrorista a la revista Charlie Hebdo en París, junto con otras 11 personas, Al-Qaeda pidió que se asesinaran más dibujantes, El Gobierno de Suecia aumentó la seguridad de Lars Vilks.

### Ataque del 14 de febrero de 2015
El 14 de febrero de 2015, Vilks inauguró el evento Arte, Blasfemia y Libertad de Expresión, presentado en el café Krudttønden en Copenhague (Dinamarca). En el evento participaron el conferencista y periodista Niels Ivar Larsen, la activista Inna Shevchenko (1990-) ―de la organización ucraniana FEMEN―, el embajador francés Francois Zimeray (1961-), y la periodista Helle Merete Brix (1959-). Un terrorista islámico abrió fuego con un arma automática, dejando un civil muerto y tres policías heridos.
En la vidriera de la cafetería eran visibles al menos 30 orificios de bala. La organizadora Helle Merete Brix describió el ataque como claramente dirigido a Vilks.
El sospechoso huyó en un Volkswagen Polo de color oscuro. El terrorista fue identificado en las cámaras de seguridad, y al día siguiente fue muerto en un tiroteo con la policía. La policía cree que el ataque en Copenhague puede haber sido inspirado por el ataque de París. Después del ataque, Vilks pasó a la clandestinidad.

### Premio por la libertad de expresión
En marzo de 2015, Vilks recibió el premio Sappho de la Sociedad Danesa de Libertad de Prensa. La ceremonia de entrega del premio se llevó a cabo bajo una estricta seguridad en el ala del Parlamento del palacio de Christiansborg.

## Muerte
Vilks murió en un accidente de tráfico en la E4 en Markaryd el 3 de octubre de 2021. Viajaba en un vehículo de la policía civil junto con dos policías que también murieron cuando su vehículo chocó de frente con un camión.